# Knäuel-Glockenblume
Die Knäuel-Glockenblume (Campanula glomerata), auch Büschel-Glockenblume, ist eine Art aus der Gattung der Glockenblumen (Campanula) in der Familie der Glockenblumengewächse (Campanulaceae).

## Beschreibung

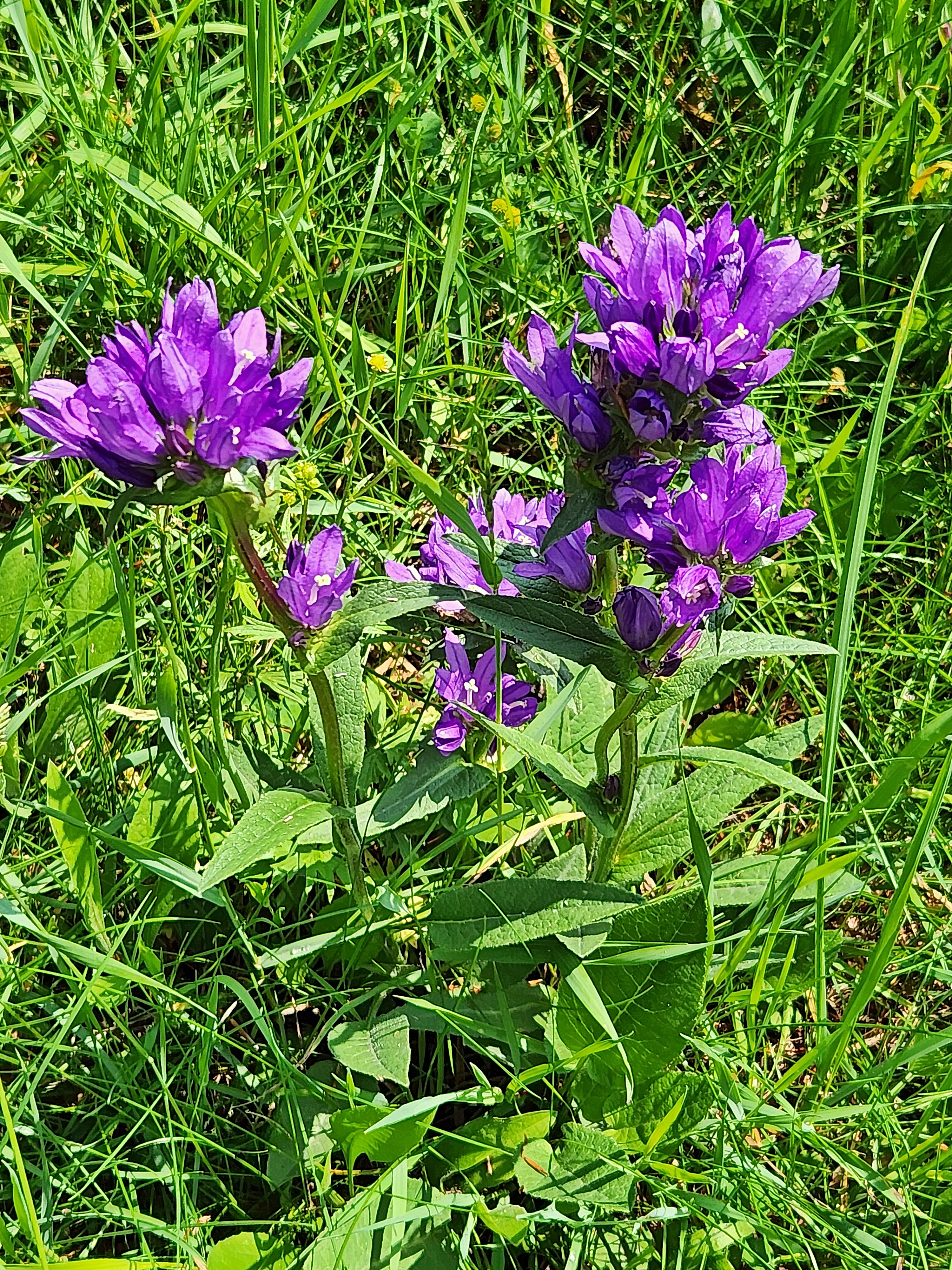
Knäuel-Glockenblume (Campanula glomerata) auf der Schwäbischen Alb

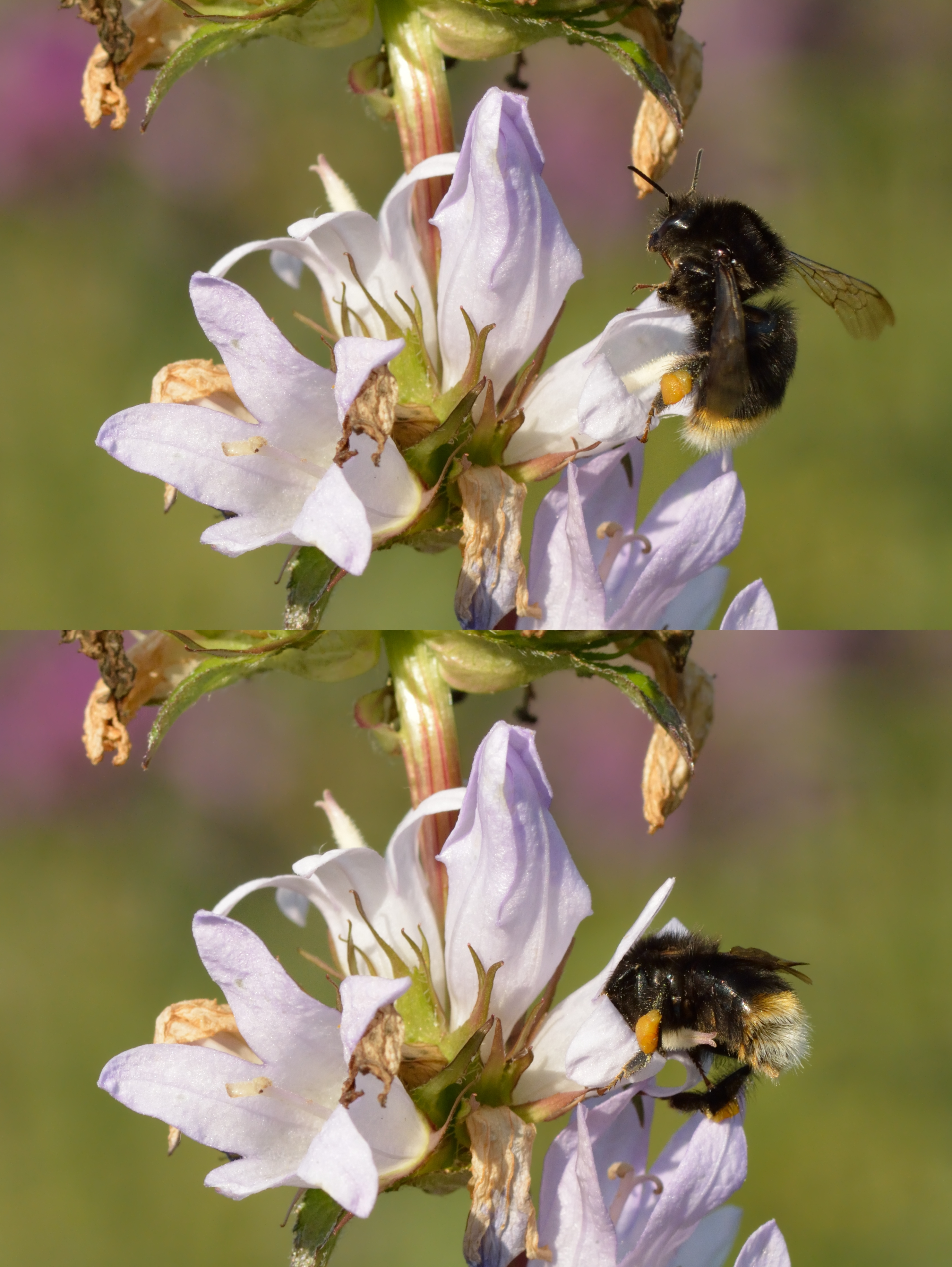
Bestäubung

Die Knäuel-Glockenblume ist eine ausdauernde krautige Pflanze, die Wuchshöhen von 30 bis 60 Zentimeter erreicht. Der Stängel ist kantig, steif und rötlich überhaucht, die Grundblätter sind gestreckt herzförmig, die sitzenden Stängelblätter breit lanzettlich und rau. Die Blätter sind kahl, ihr Rand gesägt oder gekerbt.
Die Blüten stehen in einem dichten, bis zu 20 Blüten tragenden Knäuel am Ende des Stängels und in den oberen Blattachseln und sind etwa 2 bis 3 cm groß. Die Blütenfarbe ist dunkelviolett, selten finden sich weiße Formen. Die Kronblätter sind am Rand lang gewimpert, es gibt drei Narben. Die Frucht ist eine aufrecht stehende Kapsel, auf ihrer Unterseite trägt sie Kapselporen.
Die Blütezeit reicht von Juni bis September.
Die Chromosomenzahl der Art ist 2n = 30 oder 34.

## Vorkommen
Die Knäuel-Glockenblume kommt von Europa bis zur Mongolei, zum Kaukasus und bis in den Iran vor. In Europa hat sie ursprüngliche Vorkommen fast in allen Ländern; sie fehlt nur in Portugal, Irland, Nordmazedonien unnd im europäischen Teil der Türkei. In Island und Norwegen kommt sie eingebürgert vor. Sie besiedelt in Mitteleuropa Trocken- und Halbtrockenrasen sowie Staudensäume in halbsonniger Lage. Sie ist pflanzensoziologisch in Mitteleuropa eine Festuco-Brometea-Art. Die Unterart Mehlige Knäuel-Glockenblume (Campanula glomerata subsp. farinosa (Rochel ex Besser) Kirschl.) ist eine Charakterart der Ordnung Origanetalia. Campanula glomerata wächst gern auf sommerwarmen, mäßig frischen, nährstoffreichen, vorzugsweise kalkhaltigen lockeren Lehmböden und wurzelt dort bis zu 50 cm tief.
In den Allgäuer Alpen steigt sie in Vorarlberg am Tristenkopf nahe der Winterstaude bis zu 1700 m Meereshöhe auf.

## Taxonomie und Systematik
Die Knäuel-Glockenblume wurde 1753 von Carl von Linné in Species Plantarum Band 1 Seite 166–167 als Cmapanula glomerata erstbeschrieben.
Man unterscheidet etwa 15 Unterarten:
- Campanula glomerata subsp. caucasica (Trautv.) Ogan.: Sie kommt von der nordöstlichen Türkei bis zum Kaukasus vor.
- Borstige Knäuel-Glockenblume (Campanula glomerata subsp. cervicarioides (Schult.) Arcang.): Sie kommt in Südeuropa und nördlich bis zu den Westalpen vor.[6]
- Campanula glomerata subsp. daqingshanica D.Y.Hong & Y.Z.Zhao: Sie kommt in der Inneren Mongolei vor.
- Campanula glomerata subsp. elliptica (Kit. ex Schult.) Kirschl. (Syn.: Campanula elliptica Kit. ex Schult.): Sie kommt von Italien und Serbien bis zu den Karpaten vor.
- Mehlige Knäuel-Glockenblume (Campanula glomerata subsp. farinosa (Rochel ex Besser) Kirschl.): Sie kommt von den Alpen bis Osteuropa und Kasachstan vor.
- Campanula glomerata subsp. glomerata: Sie kommt von Europa bis China vor. Die ökologischen Zeigerwerte nach Landolt et al. 2010 sind in der Schweiz für diese Unterart: Feuchtezahl F = 2w (mäßig trocken aber mäßig wechselnd), Lichtzahl L = 4 (hell), Reaktionszahl R = 4 (neutral bis basisch), Temperaturzahl T = 4 (kollin), Nährstoffzahl N = 2 (nährstoffarm), Kontinentalitätszahl K = 4 (subkontinental).[7]
- Campanula glomerata subsp. hispida (Witasek) Hayek: Sie kommt von der nördlichen Balkanhalbinsel bis zum Iran vor.
- Campanula glomerata subsp. krylovii Olonova: Ihre Heimat ist das westliche Sibirien.
- Campanula glomerata subsp. oblongifolia (Kharadze) Fed.: Sie kommt von der östlichen Türkei bis zum nordöstlichen Iran vor.
- Campanula glomerata subsp. oblongifolioides (Galushko) Ogan.: Ihre Heimat ist der Kaukasus.
- Campanula glomerata subsp. panjutinii (Kolak.) Victorov (Syn.: Campanula panjutinii Kolak.): Die Heimat ist das westliche Transkaukasien.
- Späte Knäuel-Glockenblume (Campanula glomerata subsp. serotina (Wettst.) O.Schwarz; Syn.: Campanula serotina Wettst.): Die Heimat sind Tirol und Südtirol.[6]
- Campanula glomerata subsp. speciosa (Hornem. ex Spreng.) Domin: Sie kommt vom südlichen Sibirien bis Japan vor.
- Campanula glomerata subsp. subcapitata (Popov) Fed.: Die Heimat sind die östlichen Karpaten.
- Campanula glomerata subsp. symphytifolia (Albov) Ogan.: Die Heimat ist das westliche Transkaukasien.

## Trivialnamen
Für die Knäuel-Glockenblume bestehen bzw. bestanden, zum Teil auch nur regional, auch die weiteren deutschsprachigen Trivialnamen: Büschelglocken (Schlesien), Fingerhutsblume (Eifel, Nürnberg), Glöcklein (Schweiz) und Zäpfleinkraut (Schweiz).